# Memoires de la Société d’émulation de Montbéliard

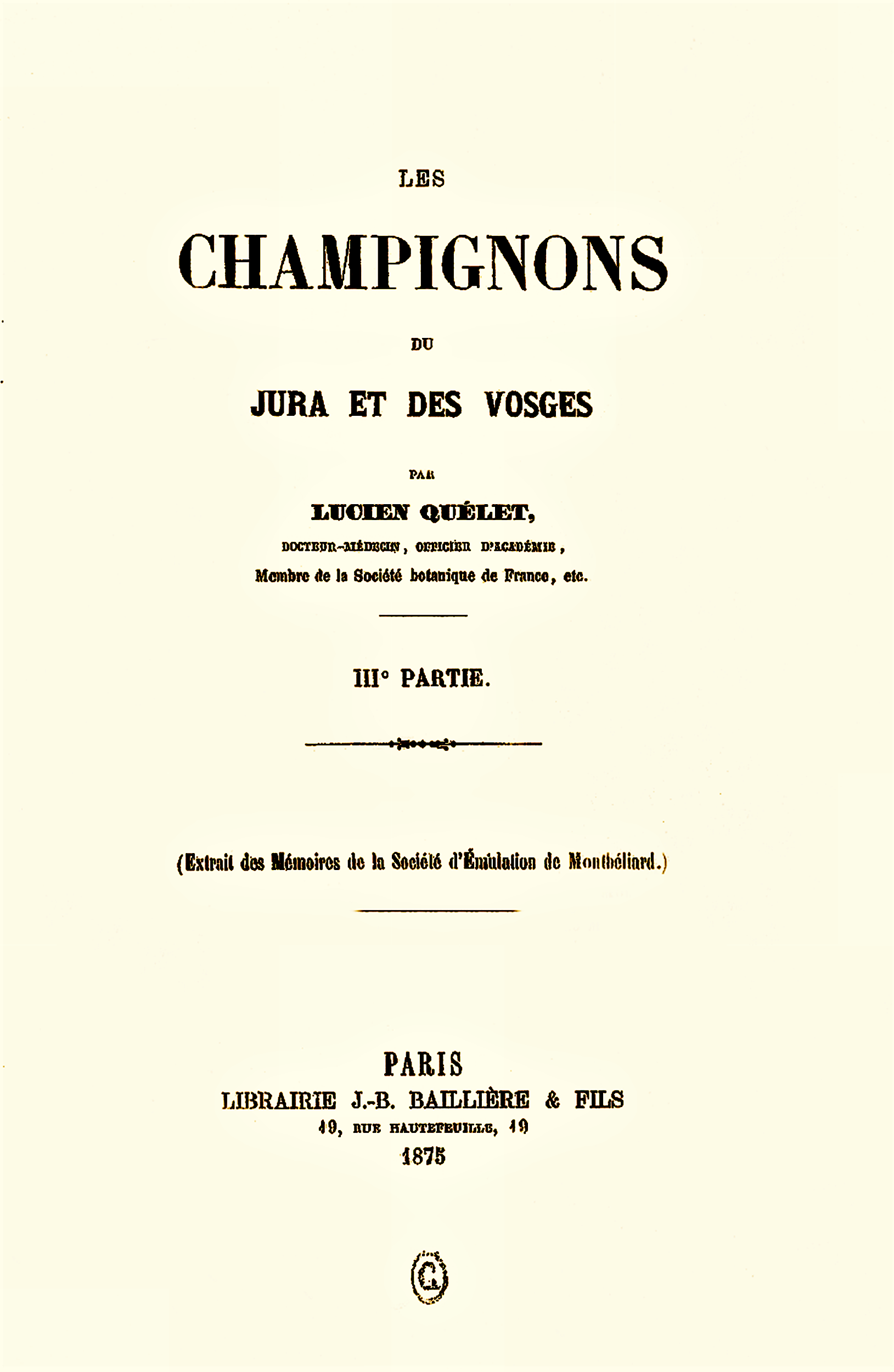
Strona czasopisma (vol. III z 1875 r.)

Memoires de la Société d'émulation de Montbéliard (w publikacjach cytowane w skrócie Mém. Soc. Émul. Montbéliard)  – francuskie czasopismo naukowe wydawane przez  Société d'Emulation de Montbéliard. Wychodziło w latach 1864 – 1959. Publikowane w nim artykuły dostępne są na licencji otwartego dostępu. 
ISSN: 1162-8898